# Lonchosternus mauritanicus
Lonchosternus mauritanicus es una especie de escarabajo de la familia Carabidae.

## Distribución geográfica
Se distribuye por el sur de la península ibérica (España) y el Magreb. Encontrado un ejemplar en Girona en el año 2022.